# Jägerhofstraße 21
Das denkmalgeschützte Haus Jägerhofstraße 21–22 im Düsseldorfer Stadtteil Pempelfort wurde von 1957 bis 1958 nach Entwürfen des Architekten Arno Breker für den Gerling-Konzern erbaut. Die Straßenfront ist fünfgeschossig, deren Fassade ist in 13 Achsen gegliedert. Das Gebäude schließt nach oben mit einem flach vorspringenden Dach ab; auf diesem befindet sich zurückversetzt ein weiteres Geschoss. Zwischen den Fenstern befinden sich breite, rechteckige Pfeiler. Vor diesen wurden jeweils zwei freistehende schlanke Säulen angebracht. Die Fassade ist mit hellem Naturstein verkleidet.

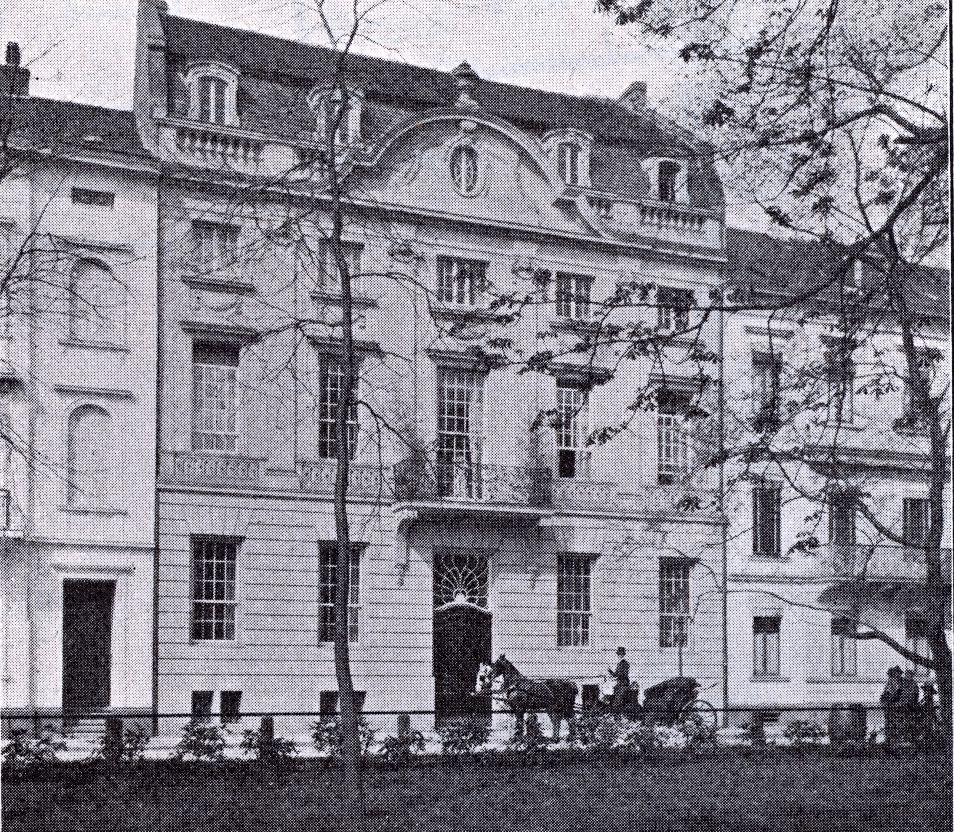
Vorgängerbau Jägerhofstraße 22 von Otto March, vor 1904
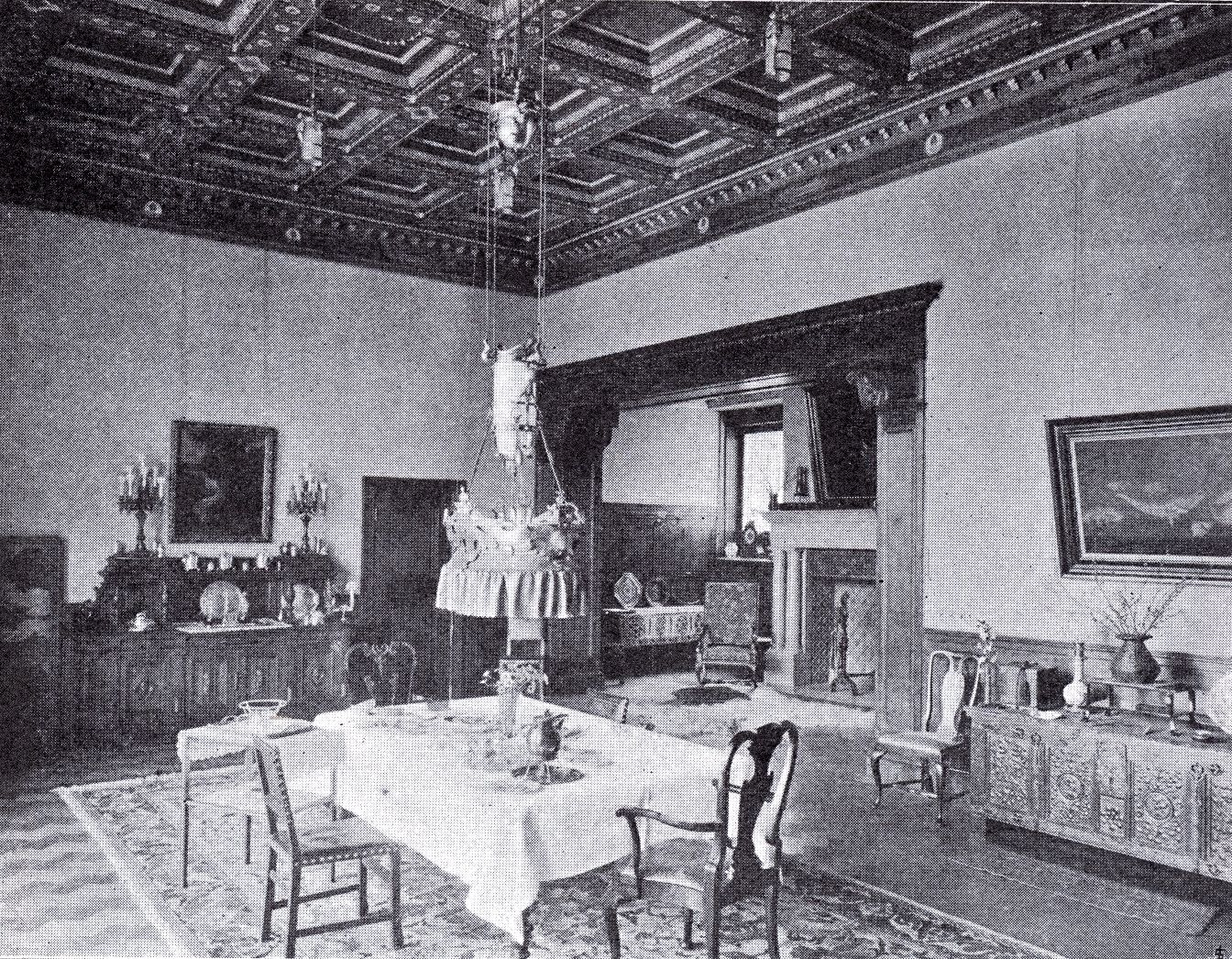
Speisesaal, vor 1904
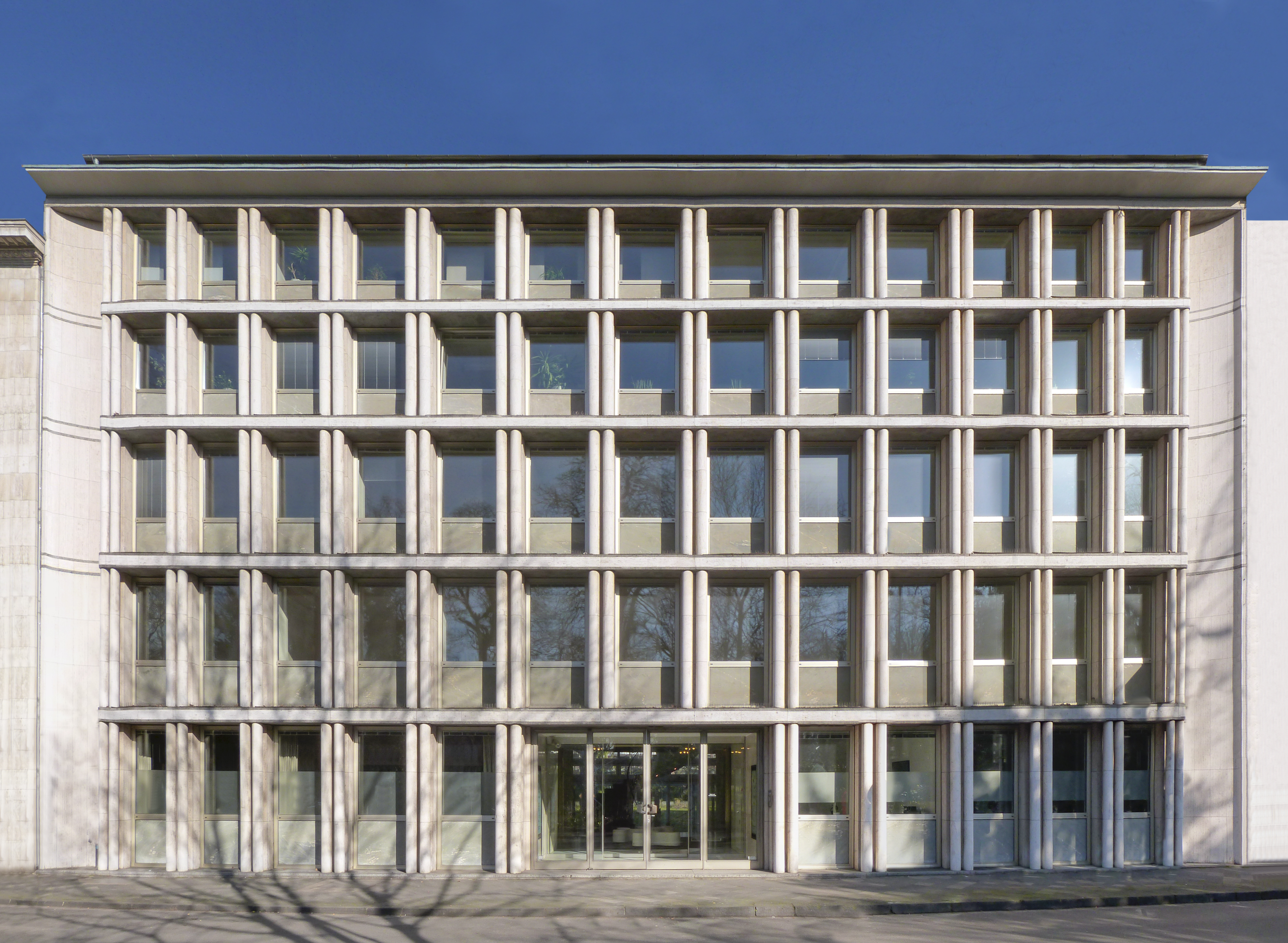
Neubau 1957/1958 im April 2015